# Megophrys nankiangensis
Megophrys nankiangensis es una especie de anfibios de la familia Megophryidae.

## Distribución geográfica
Es endémica del centro de China. 

## Estado de conservación
Se encuentra amenazada de extinción por la pérdida de su hábitat natural.